# Schlöben
Schlöben település Németországban, azon belül Türingiában. Lakosainak száma 912 fő (2023. december 31.). Schlöben Ruttersdorf-Lotschen és Schöngleina községekkel határos.

## Népesség
A település népességének változása:
| Lakosok száma | 929  | 907  | 917  | 938  | 912  |
|               | 2017 | 2019 | 2021 | 2022 | 2023 |